# Stobrawski Park Krajobrazowy
Stobrawski Park Krajobrazowy – park krajobrazowy w północnej części województwa opolskiego, założony 28 września 1999 r. Zajmuje powierzchnię 52 636,5 ha. Jest to najmłodszy park krajobrazowy województwa opolskiego.
Park położony jest na terenie 12 gmin (Dobrzeń Wielki, Dąbrowa, Kluczbork, Lasowice Wielkie, Lewin Brzeski, Lubsza, Łubniany, Murów, Pokój, Popielów, Świerczów, Wołczyn).
Leży w dorzeczu rzek Stobrawy, Budkowiczanki, Bogacicy, Brynicy i Smortawy. Południowa granica parku opiera się o Odrę i Nysę Kłodzką.
Kompleksy leśne stanowią niemal 80% powierzchni parku. Wśród lasów przeważają bory sosnowe.
Na terenie parku występuje ponad 40 gatunków roślin chronionych oraz około 130 gatunków roślin rzadkich. Występują tu m.in.: długosz królewski, kotewka orzech wodny, salwinia pływająca, lilia złotogłów, wawrzynek wilczełyko, rosiczka okrągłolistna, centuria pospolita, łuskiewnik różowy oraz liczne storczyki (kukułka Fuchsa, kukułka szerokolistna, kukułka krwista, kruszczyk siny, kruszczyk szerokolistny, podkolan biały, listera jajowata).
W parku żyje około 250 gatunków chronionych zwierząt (w tym 165 gatunków ptaków, wśród nich 18 gatunków globalnie zagrożonych) np.: wydra, bóbr, kormoran, bielik i zimorodek. Występuje tu największa ważka europejska – husarz władca.
Na terenie parku znajdują się cztery rezerwaty przyrody:
- Barucice
- Leśna Woda
- Lubsza
- Rogalice

Piąty istniejący tu rezerwat (Śmiechowice) został zlikwidowany.
Spośród obszarów sieci Natura 2000 na terenie parku zlokalizowane są: obszar specjalnej ochrony ptaków „Grądy Odrzańskie” oraz specjalne obszary ochrony siedlisk „Lasy Barucickie” i „Łąki w okolicach Karłowic nad Stobrawą”.